# Chilly (Somme)
Pour les articles homonymes, voir Chilly.
Chilly est une commune française située dans le département de la Somme, en région Hauts-de-France.

## Géographie

### Description
Chilly est un village rural picard du Santerre situé à 35 km au sud-ouest d'Amiens, à 19 km au sud-est de Péronne et à 43 km au nord de Compiègne.
Son altitude moyenne est de 87 m.

### Hydrographie
La commune est située dans le bassin Artois-Picardie. Elle n'est drainée par aucun cours d'eau.

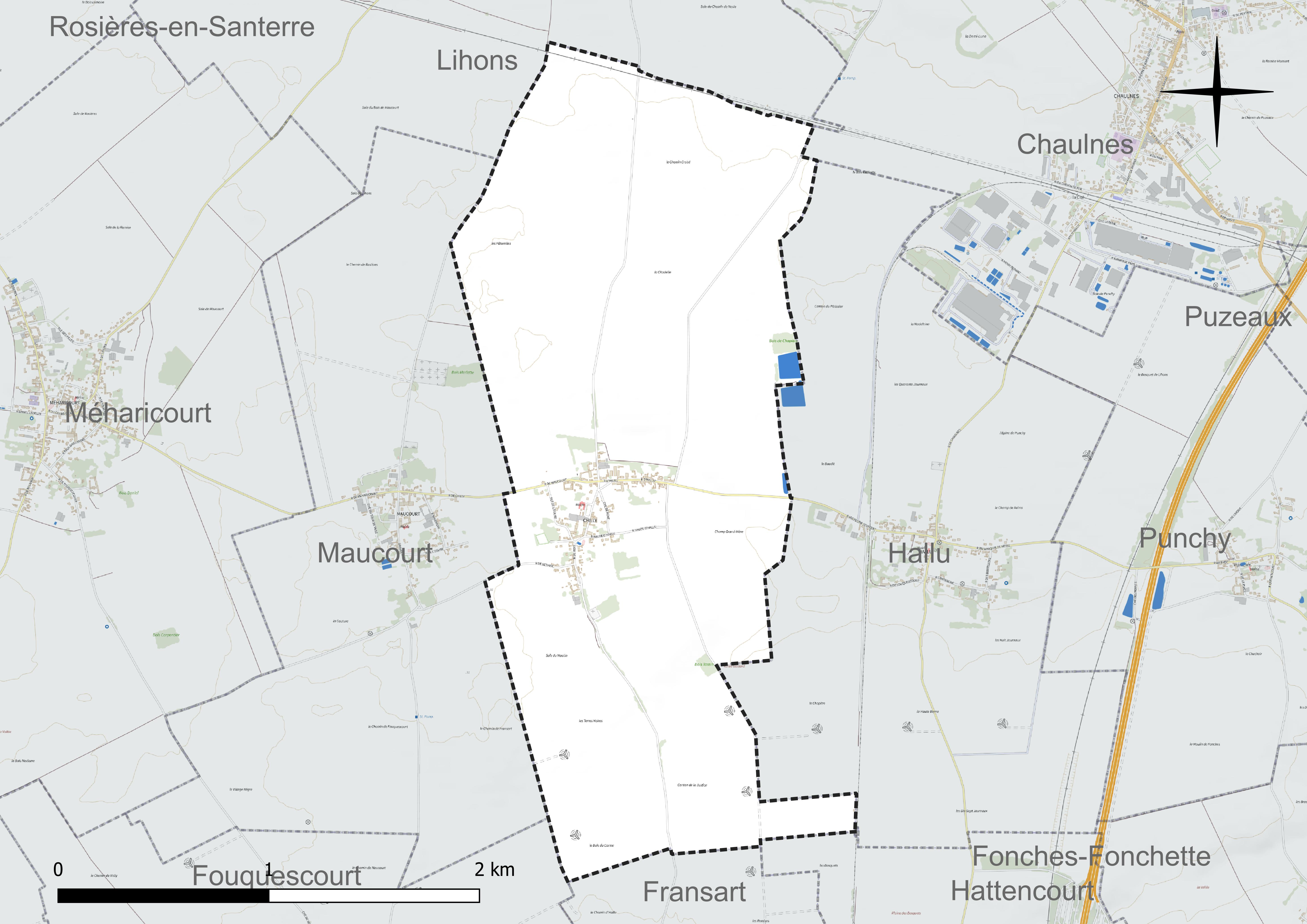
Réseau hydrographique de Chilly.

### Climat
Pour des articles plus généraux, voir Climat des Hauts-de-France et Climat de la Somme.
En 2010, le climat de la commune est de type climat océanique dégradé des plaines du Centre et du Nord, selon une étude du CNRS s'appuyant sur une série de données couvrant la période 1971-2000. En 2020, Météo-France publie une typologie des climats de la France métropolitaine dans laquelle la commune est exposée à un climat océanique et est dans la région climatique Nord-est du bassin Parisien, caractérisée par un ensoleillement médiocre, une pluviométrie moyenne régulièrement répartie au cours de l'année et un hiver froid (3 °C).
Pour la période 1971-2000, la température annuelle moyenne est de 10,2 °C, avec une amplitude thermique annuelle de 14,6 °C. Le cumul annuel moyen de précipitations est de 706 mm, avec 11,3 jours de précipitations en janvier et 8,4 jours en juillet. Pour la période 1991-2020, la température moyenne annuelle observée sur la station météorologique la plus proche, située sur la commune de Rouvroy-en-Santerre à 5 km à vol d'oiseau, est de 10,8 °C et le cumul annuel moyen de précipitations est de 635,8 mm,. Pour l'avenir, les paramètres climatiques de la commune estimés pour 2050 selon différents scénarios d'émission de gaz à effet de serre sont consultables sur un site dédié publié par Météo-France en novembre 2022.
| Mois                                  | jan.           | fév.           | mars           | avril         | mai             | juin          | jui.          | août          | sep.          | oct.          | nov.            | déc.           | année      |
| ------------------------------------- | -------------- | -------------- | -------------- | ------------- | --------------- | ------------- | ------------- | ------------- | ------------- | ------------- | --------------- | -------------- | ---------- |
| Température minimale moyenne (°C)     | 1,4            | 1,7            | 3,1            | 4,4           | 8               | 10,6          | 12,3          | 12,3          | 9,8           | 7,5           | 4,1             | 2              | 6,4        |
| Température moyenne (°C)              | 3,8            | 4,6            | 7,2            | 9,8           | 13,3            | 16,2          | 18,3          | 18,4          | 15,1          | 11,5          | 7,1             | 4,4            | 10,8       |
| Température maximale moyenne (°C)     | 6,2            | 7,5            | 11,2           | 15,2          | 18,5            | 21,8          | 24,3          | 24,4          | 20,5          | 15,6          | 10,1            | 6,7            | 15,2       |
| Record de froid (°C) date du record   | −17,5 07.01.09 | −11,6 12.02.12 | −12,5 13.03.13 | −4,8 08.04.03 | −2,3 05.05.1996 | 2,2 05.06.12  | 2,8 03.07.11  | 3,7 02.08.15  | −0,9 25.09.03 | −6,1 24.10.03 | −9,2 24.11.1998 | −14,4 18.12.10 | −17,5 2009 |
| Record de chaleur (°C) date du record | 14,9 09.01.15  | 18 24.02.21    | 24,4 31.03.21  | 27,2 15.04.07 | 30,2 27.05.05   | 35,3 18.06.22 | 41,6 25.07.19 | 39,1 12.08.03 | 34,2 09.09.23 | 28,1 01.10.11 | 19,9 06.11.18   | 16,2 07.12.00  | 41,6 2019  |
| Précipitations (mm)                   | 45,6           | 43             | 44,1           | 39,4          | 61,3            | 55,3          | 63,8          | 62,4          | 45,1          | 58,1          | 52,4            | 65,3           | 635,8      |

## Urbanisme

### Typologie
Au 1er janvier 2024, Chilly est catégorisée commune rurale à habitat dispersé, selon la nouvelle grille communale de densité à sept niveaux définie par l'Insee en 2022.
Elle est située hors unité urbaine et hors attraction des villes,.

### Occupation des sols
L'occupation des sols de la commune, telle qu'elle ressort de la base de données européenne d'occupation biophysique des sols Corine Land Cover (CLC), est marquée par l'importance des territoires agricoles (94,1 % en 2018), une proportion identique à celle de 1990 (94,1 %). La répartition détaillée en 2018 est la suivante : 
terres arables (94,1 %), zones urbanisées (5,9 %). L'évolution de l'occupation des sols de la commune et de ses infrastructures peut être observée sur les différentes représentations cartographiques du territoire : la carte de Cassini (XVIIIe siècle), la carte d'état-major (1820-1866) et les cartes ou photos aériennes de l'IGN pour la période actuelle (1950 à aujourd'hui).

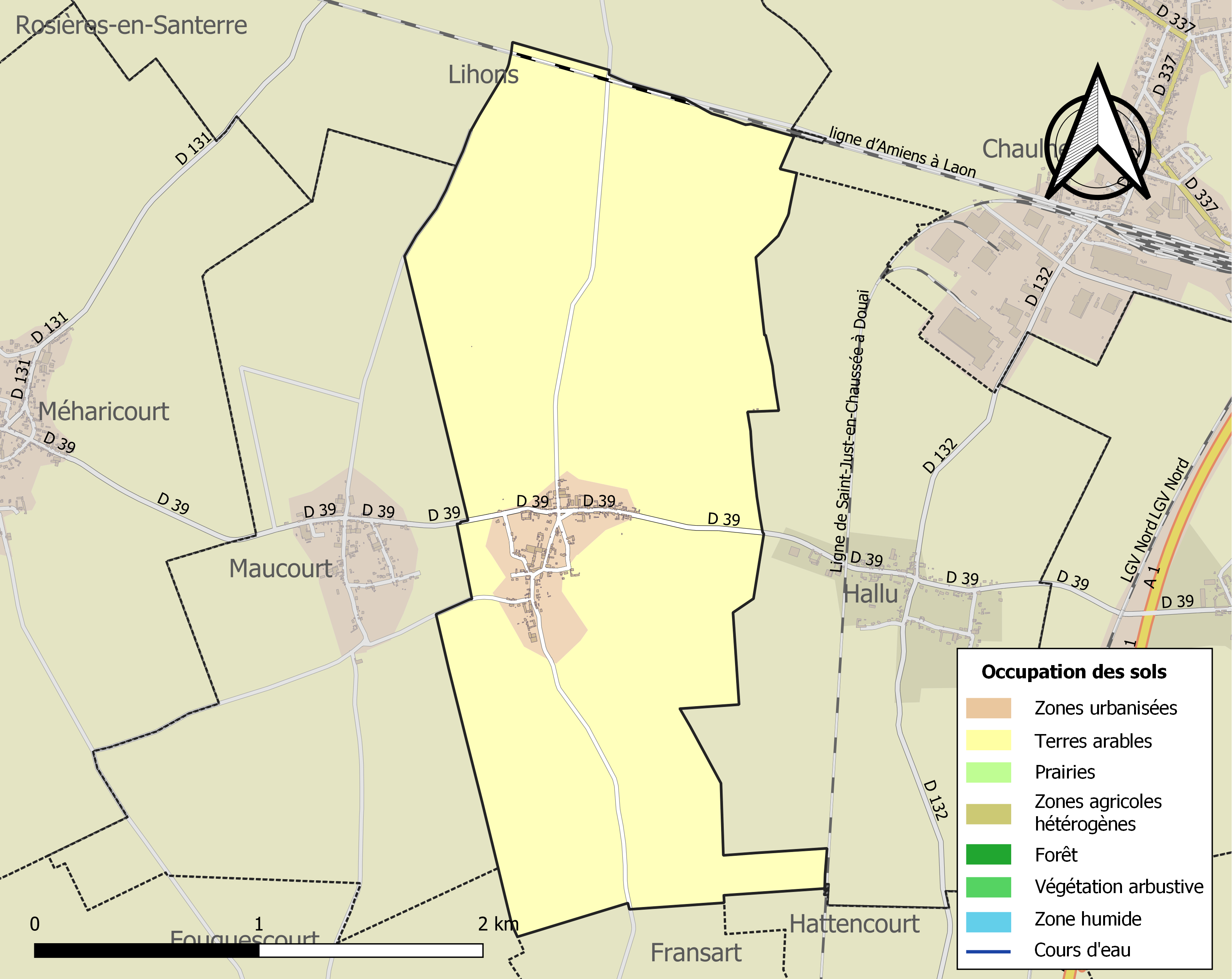
Carte des infrastructures et de l'occupation des sols de la commune en 2018 (CLC).

## Toponymie
Le nom de la localité est attesté sous les formes Chilli en 1150 ; Cilli en 1197 ; Chilliacum en 1230 ; Chilly en 1301 ; Chily en 1648.

## Histoire
Antiquité
Des traces d'un sanctuaire gallo-romain ont été retrouvées sur le territoire communal.
XXe siècle

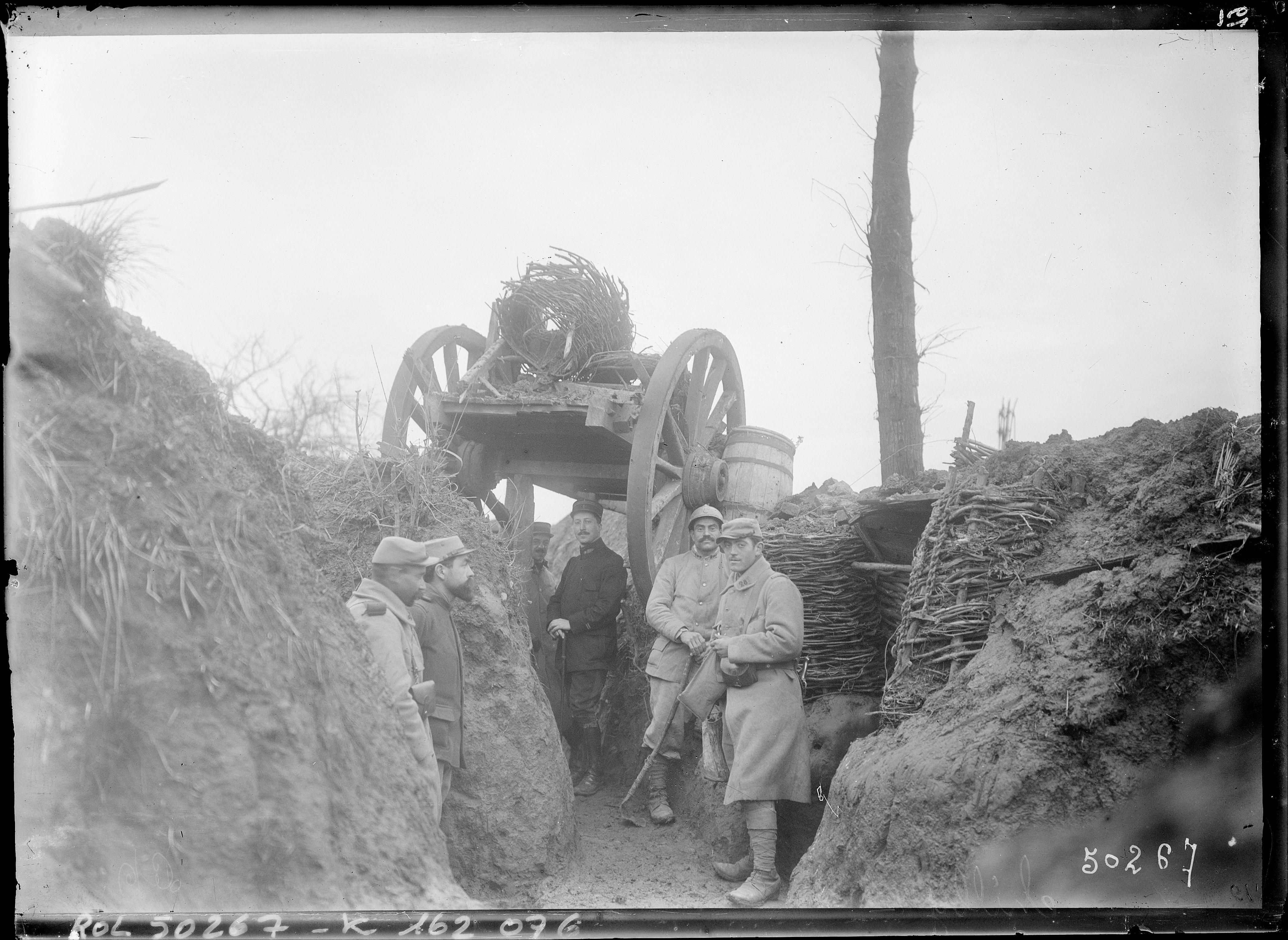
Soldats du 28e régiment dans une tranchée.

Le village se trouvait dans la zone des combats de la Première Guerre mondiale, il a été disputé par les armées françaises et allemandes,,. À la fin du conflit, le village est en ruines,,.
Il a été décoré de la Croix de guerre 1914-1918 le 30 octobre 1920.
Au début du XXIe siècle, on trouve encore des munitions de la Première Guerre mondiale dans le territoire communal, ils rappellent les combats qui ont eu lieu,.

## Politique et administration

### Rattachement administratifs et électoraux
La commune se trouvait de 1793 à 2016 dans l'arrondissement de Montdidier du département de la Somme. Par arrêté préfectoral du 27 décembre 2016, la commune en est détachée le 1er janvier 2017 pour intégrer l'arrondissement de Péronne. Pour l'élection des députés, elle fait partie depuis 1958 de la cinquième circonscription de la Somme.
Elle faisait partie depuis 1793 du canton de Rosières-en-Santerre. Dans le cadre du redécoupage cantonal de 2014 en France, la commune est intégrée au canton de Moreuil.

### Intercommunalité
La commune faisait partie de la communauté de communes du Santerre créée le 31 décembre 1993.
Dans le cadre des dispositions de la loi portant nouvelle organisation territoriale de la République du 7 août 2015, qui prévoit que les établissements publics de coopération intercommunale (EPCI) à fiscalité propre doivent avoir un minimum de 15 000 habitants, la préfète de la Somme propose en octobre 2015 un projet de nouveau schéma départemental de coopération intercommunale (SDCI) qui prévoit la réduction de 28 à 16 du nombre des intercommunalités à fiscalité propre du Département.
Le projet préfectoral prévoit la « fusion des communautés de communes de Haute Picardie et du Santerre », le nouvel ensemble de 17 954 habitants regroupant 46 communes,,. À la suite de l'avis favorable de la commission départementale de coopération intercommunale en janvier 2016, la préfecture sollicite l'avis formel des conseils municipaux et communautaires concernés en vue de la mise en œuvre de la fusion le 1er janvier 2017.
Cette procédure aboutit à la création au 1er janvier 2017 de la communauté de communes Terre de Picardie, dont la commune est désormais membre.

### Liste des maires
| Période                                  | Période                      | Identité       | Étiquette | Qualité |
| ---------------------------------------- | ---------------------------- | -------------- | --------- | ------- |
| Les données manquantes sont à compléter. |                              |                |           |         |
| mars 2001                                | mai 2020                     | Morgane Foret, |           |         |
| 2020                                     | En cours (au 8 octobre 2020) | Denis Pechon   |           |         |

## Démographie
L'évolution du nombre d'habitants est connue à travers les recensements de la population effectués dans la commune depuis 1793. Pour les communes de moins de 10 000 habitants, une enquête de recensement portant sur toute la population est réalisée tous les cinq ans, les populations de référence des années intermédiaires étant quant à elles estimées par interpolation ou extrapolation. Pour la commune, le premier recensement exhaustif entrant dans le cadre du nouveau dispositif a été réalisé en 2004.

En 2022, la commune comptait 163 habitants, en évolution de −12,83 % par rapport à 2016 (Somme : −1,26 %, France hors Mayotte : +2,11 %).
| 1793 | 1800 | 1806 | 1821 | 1831 | 1836 | 1841 | 1846 | 1851 |
| ---- | ---- | ---- | ---- | ---- | ---- | ---- | ---- | ---- |
| 382  | 307  | 396  | 444  | 431  | 461  | 508  | 476  | 452  |

| 1856 | 1861 | 1866 | 1872 | 1876 | 1881 | 1886 | 1891 | 1896 |
| ---- | ---- | ---- | ---- | ---- | ---- | ---- | ---- | ---- |
| 464  | 435  | 410  | 404  | 386  | 369  | 370  | 340  | 357  |

| 1901 | 1906 | 1911 | 1921 | 1926 | 1931 | 1936 | 1946 | 1954 |
| ---- | ---- | ---- | ---- | ---- | ---- | ---- | ---- | ---- |
| 315  | 328  | 317  | 139  | 166  | 179  | 170  | 176  | 186  |

| 1962 | 1968 | 1975 | 1982 | 1990 | 1999 | 2004 | 2006 | 2009 |
| ---- | ---- | ---- | ---- | ---- | ---- | ---- | ---- | ---- |
| 185  | 147  | 103  | 107  | 128  | 166  | 157  | 154  | 197  |

| 2014 | 2019 | 2022 | - | - | - | - | - | - |
| ---- | ---- | ---- | - | - | - | - | - | - |
| 192  | 174  | 163  | - | - | - | - | - | - |

## Culture locale et patrimoine

### Lieux et monuments
- Église Saint-Sulpice, dont les fonts baptismaux, classés monuments historiques, datent du XIIIe siècle[38].

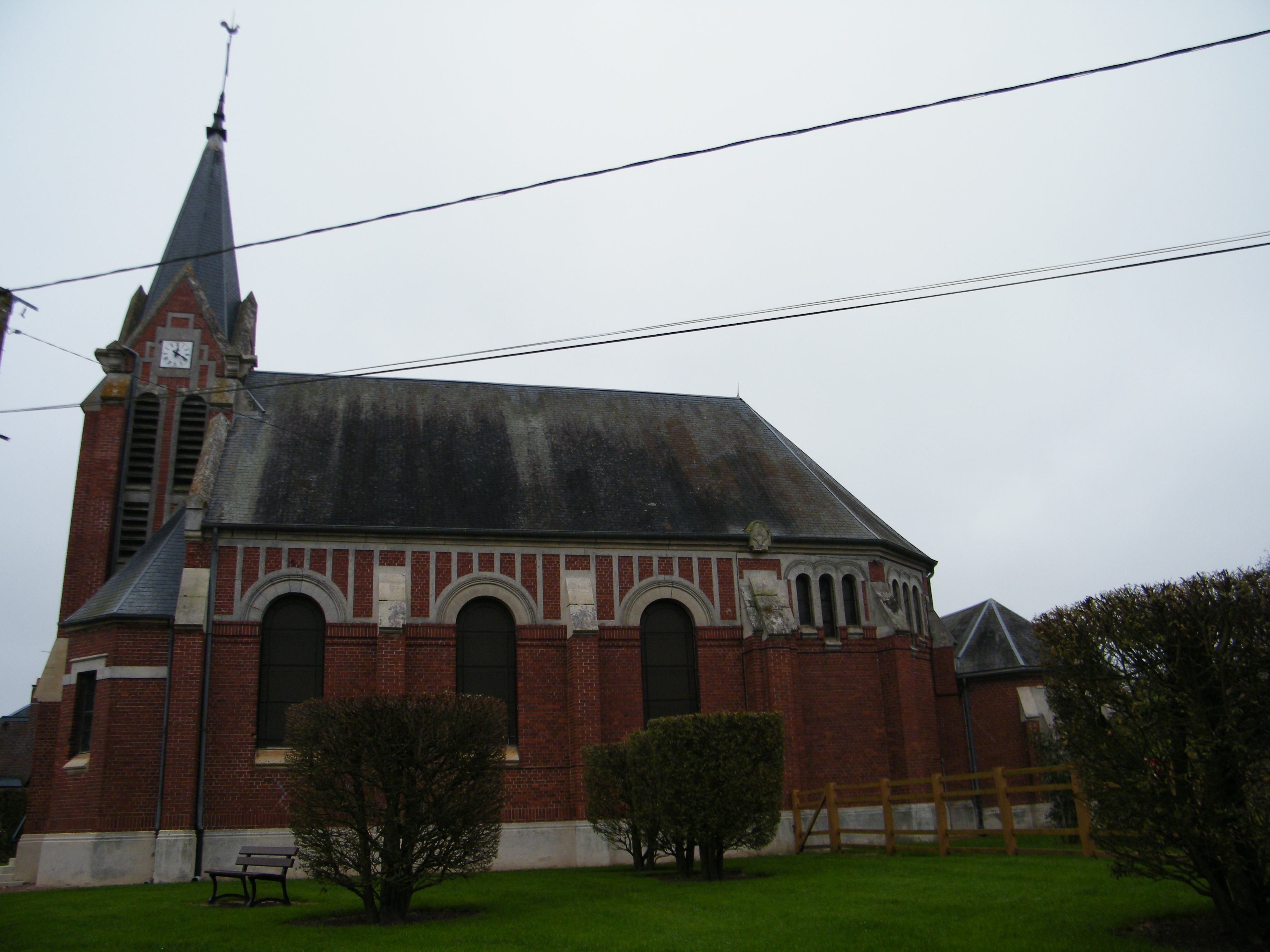
L'église Saint-Sulpice.
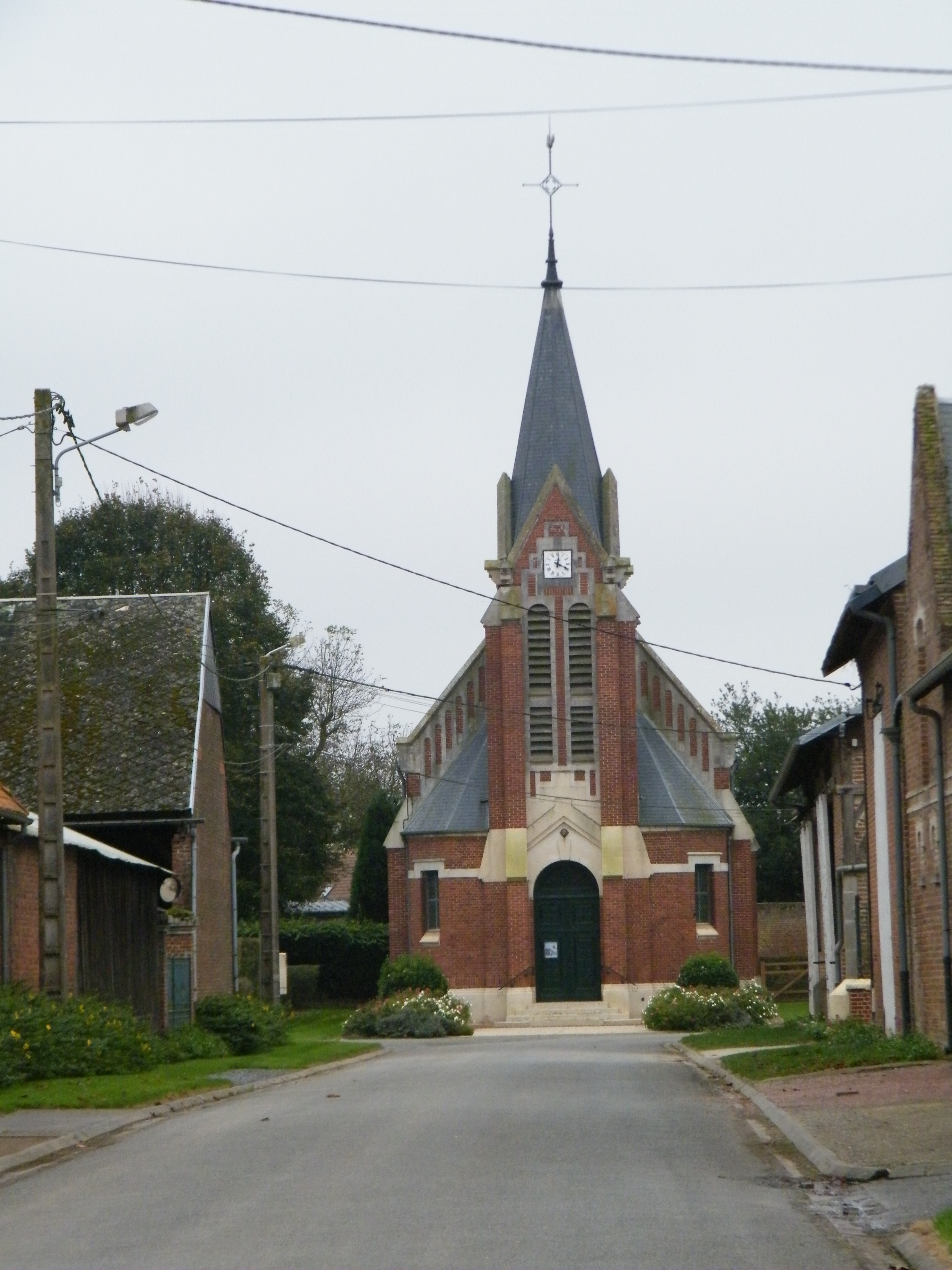
Façade de l'église.
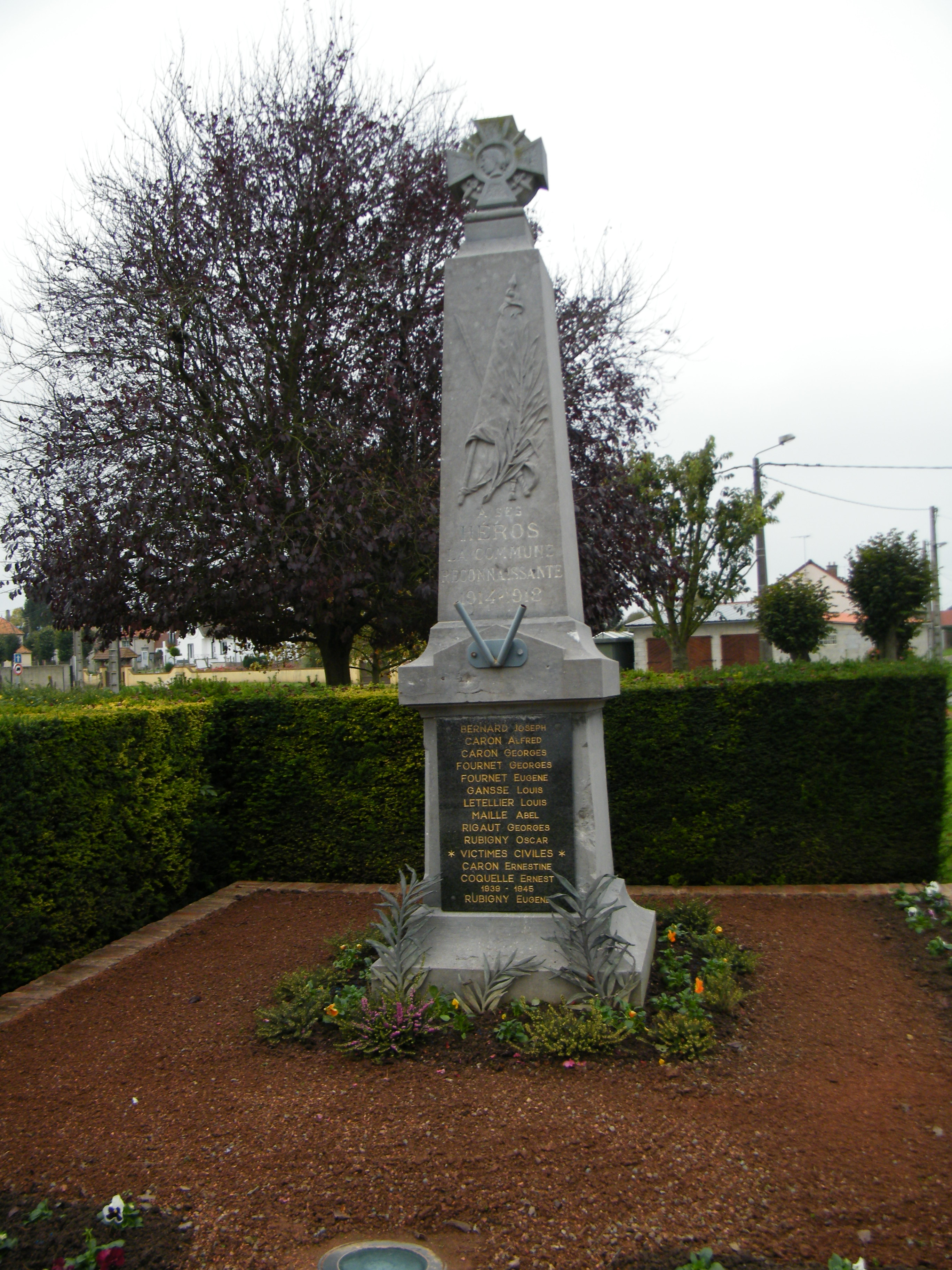
Monument aux morts.